# Dendrobatidae
Los dendrobátidos (Dendrobatidae) son una familia de anfibios anuros conocidos como ranas venenosas de dardo o ranas punta de flecha, endémicas de Centroamérica y América del Sur, que incluye 203 especies y está estrechamente relacionada con la familia Aromobatidae, con la que forma la superfamilia Dendrobatoidea.

## Taxonomía
La familia Dentrobatidae incluye, distribuidos en tres subfamilias, los siguientes géneros:
- Subfamilia Colostethinae Cope, 1867 (67 especies)
  - Ameerega Bauer, 1986 (29 especies)
  - Colostethus Cope, 1866 (15 especies)
  - Epipedobates Myers, 1987 (8 especies)
  - Leucostethus Grant, Rada, Anganoy-Criollo, Batista, Dias, Jeckel, Machad & Rueda-Almonacid, 2017 (7 especies)
  - Silverstoneia Grant, Frost, Caldwell, Gagliardo, Haddad, Kok, Means, Noonan, Schargel & Wheeler, 2006 (8 especies)
- Subfamilia Dendrobatinae Cope, 1865 (61 especies)
  - "Colostethus" ruthveni
  - Adelphobates Grant, Frost, Caldwell, Gagliardo, Haddad, Kok, Means, Noonan, Schargel & Wheeler, 2006 (3 especies)
  - Andinobates Twomey, Brown, Amézquita & Mejía-Vargas, 2011 (15 especies)
  - Dendrobates Wagler, 1830 (5 especies)
  - Excidobates Twomey & Brown, 2008 (3 especies)
  - Minyobates Myers, 1987 (1 especie)
  - Oophaga Bauer, 1994 (12 especies)
  - Phyllobates Duméril & Bibron, 1841 (5 especies)
  - Ranitomeya Bauer, 1986 (16 especies)
- Subfamilia Hyloxalinae Grant, Frost, Caldwell, Gagliardo, Haddad, Kok, Means, Noonan, Schargel & Wheeler, 2006 (74 especies)
  - Ectopoglossus Grant, Rada, Anganoy-Criollo, Batista, Dias, Jeckel, Machado & Rueda-Almonacid, 2017  (7 especies)
  - Hyloxalus Jiménez de la Espada, 1870 (64 especies)
  - Paruwrobates Bauer, 1994 (3 especies)
- Incertae sedis:
  - "Colostethus" poecilonotus

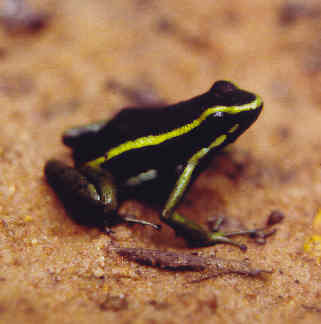
Ameerega trivittata
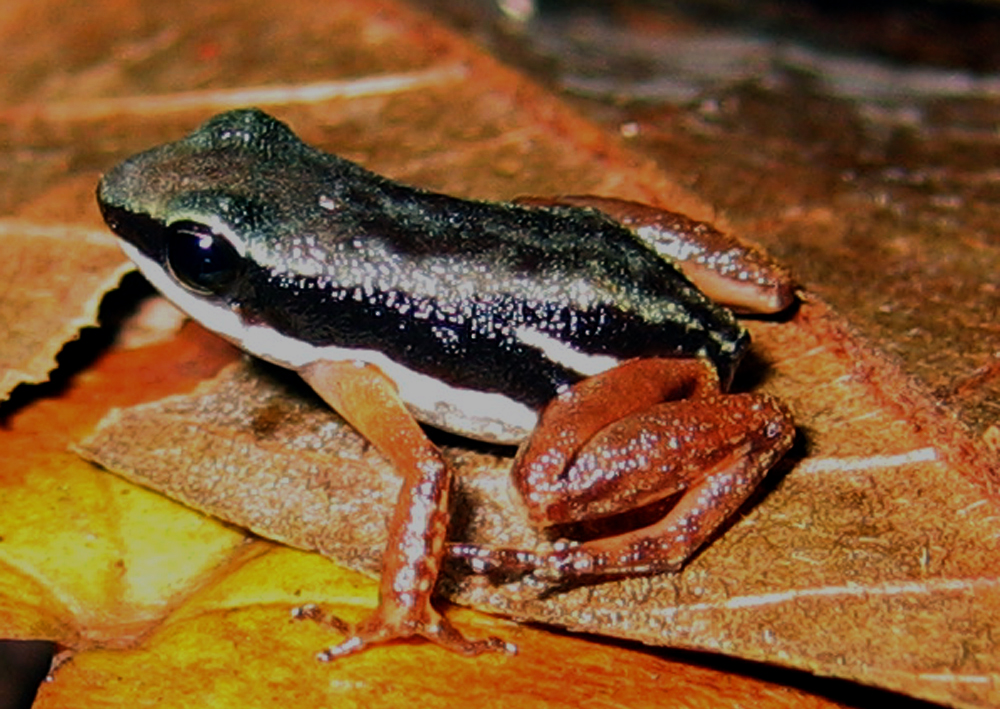
Silverstoneia flotator
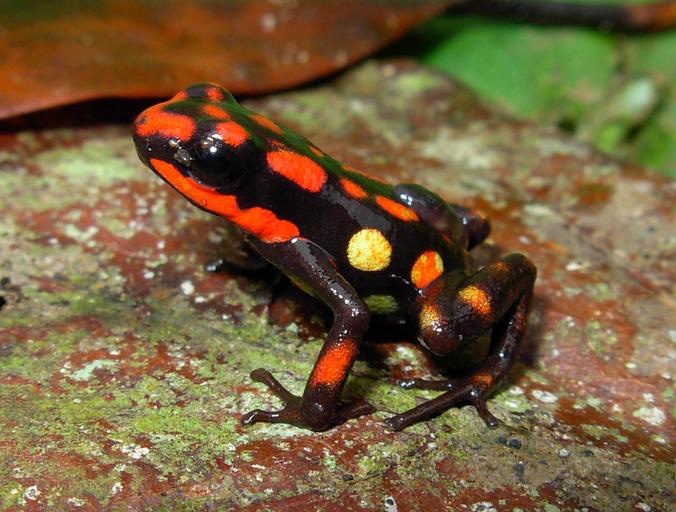
Andinobates dorisswansonae
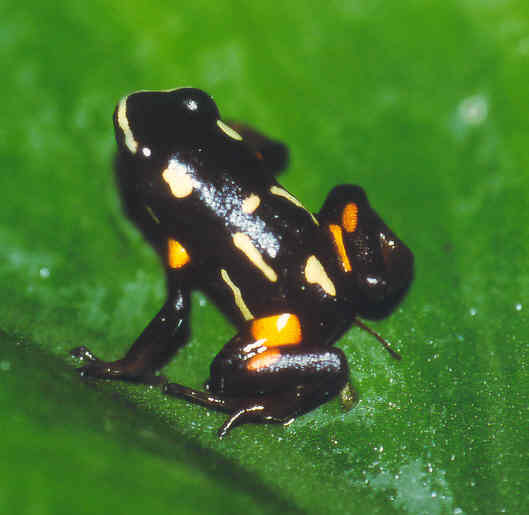
Adelphobates castaneoticus
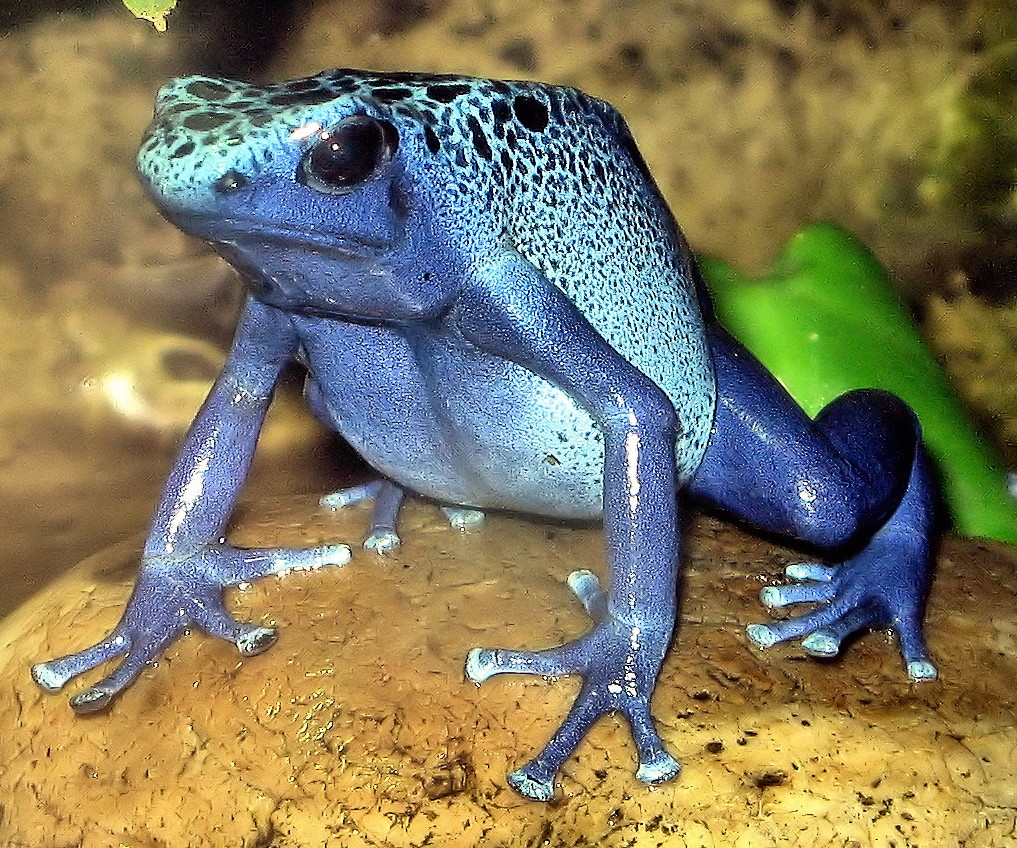
Dendrobates azureus
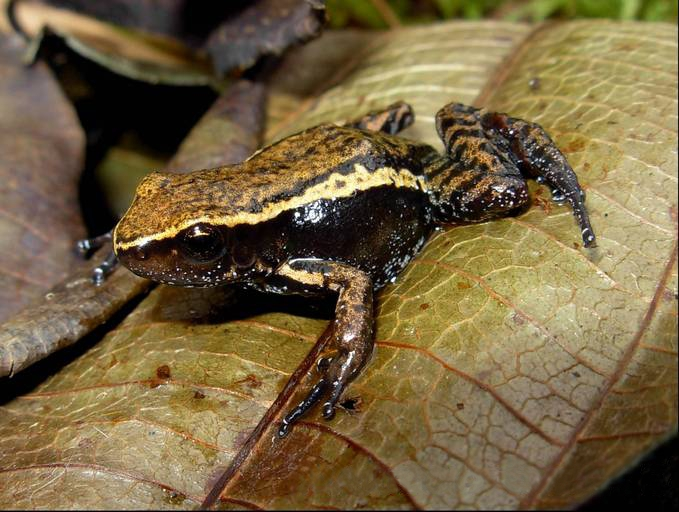
Hyloxalus subpunctatus
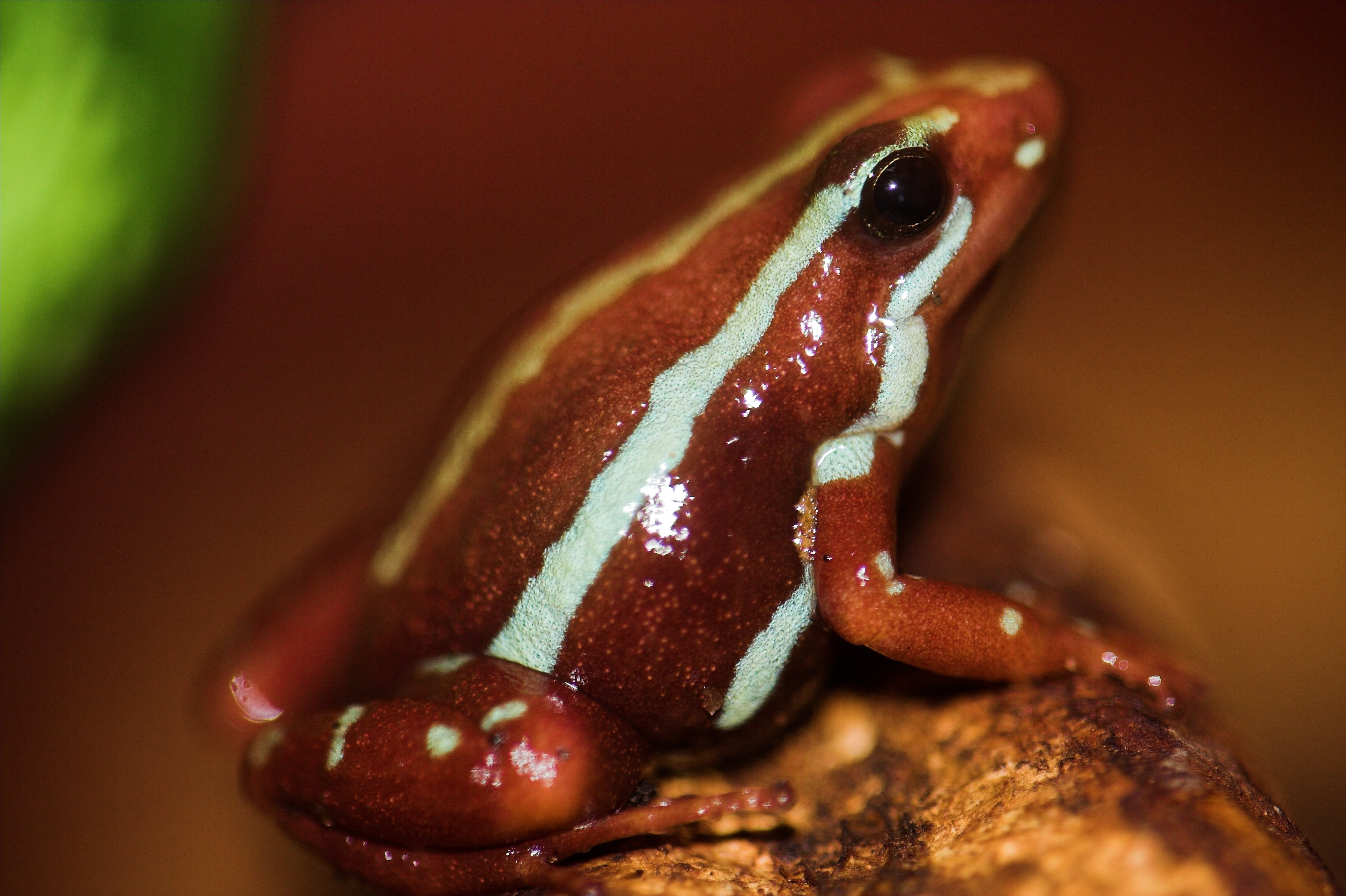
Epipedobates tricolor

## Descripción
Estas ranas se caracterizan popularmente por su piel brillante y coloreada, poseen una coloración aposemática. El rango de colores va del naranja luminoso, negro azulado al amarillo y el rojo. Sin embargo, los miembros del género Colostethus son generalmente castaños y poco llamativos. Las ranas van de un tamaño de 1  a 6 centímetros de longitud, dependiendo de la edad y la especie de rana. Sus colores brillantes advierten a otros animales que se alejen de ellas.

## Distribución y hábitat
Tienen una distribución neotropical que va de Nicaragua a Bolivia, incluyendo la mayor parte del norte de Sudamérica y algunas islas caribeñas. Habitan ecosistemas muy diversos: bosques de nubes, selvas tropicales de tierras bajas, bosques andinos xerofíticos, etc. Su rango altitudinal va de los 300 a los 2000 m. Dendrobates auratus ha sido introducida en las islas Hawái. La diversidad de especies es mayor en Panamá y Costa Rica, el Chocó colombiano, los Andes colombianos y el piedemonte andino oriental de Ecuador y Perú.

## Comportamiento

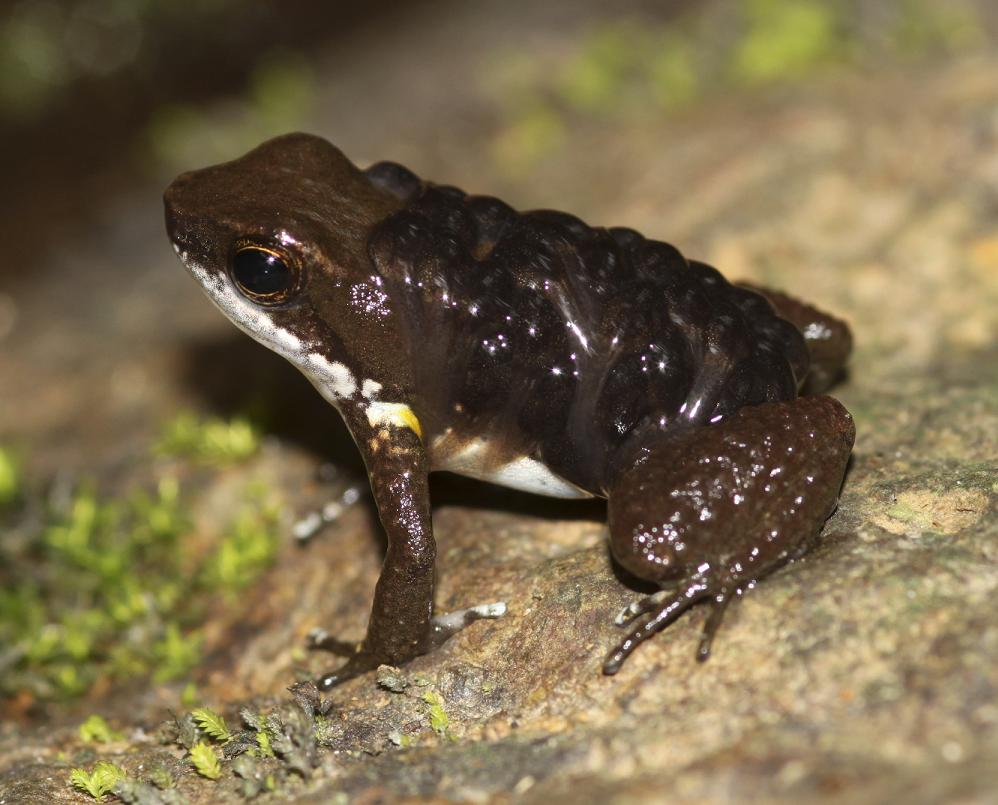
Colostethus panamensis llevando sobre su espalda sus renacuajos.

Estas ranas son de hábitos diurnos, y tienen una dieta basada en pequeños artrópodos (hormigas, ácaros, termitas, ortópteros, escarabajos, etc.), que varía mucho entre especies, mientras que algunas son especialistas, otras muchas son generalistas. Muestran un comportamiento, especialmente en lo reproductivo, complejo; son especies territoriales y la mayoría suelen exhibir un cuidado parental grande hacia sus huevos y renacuajos.

## Toxicidad

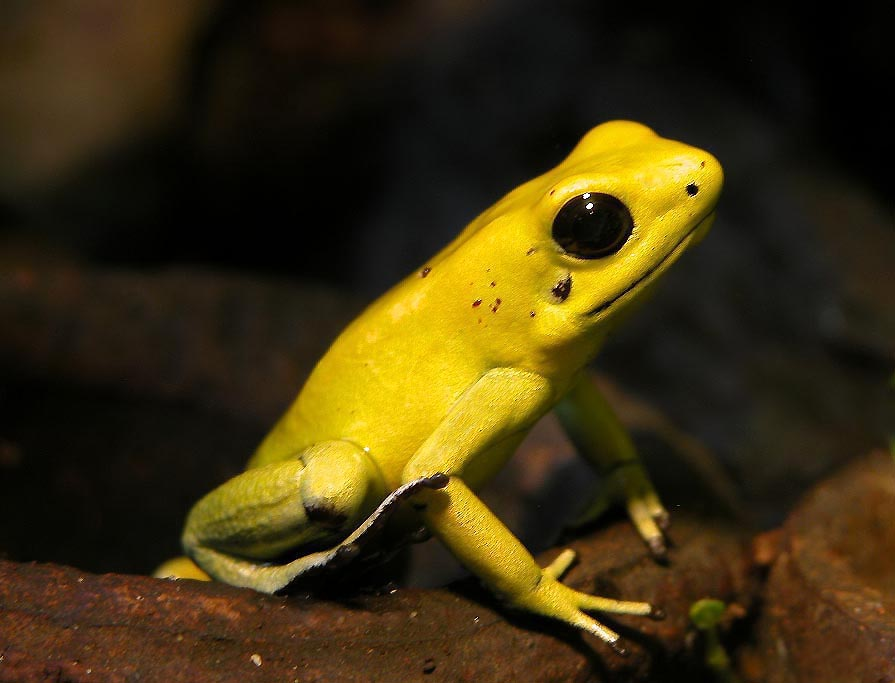
Phyllobates terribilis, es a día de hoy, sin duda alguna, la rana (y para muchos el ser vivo) más venenosa del mundo.

Estas ranas recibieron su nombre común de los numerosos tipos de alcaloides venenosos encontrados en la piel de muchas especies. Un buen número de los miembros de esta familia poseen en su piel estas defensas químicas. Las pumiliotoxinas son una familia de aproximadamente 80 alcaloides, liposolubles, que lo obtienen de la dieta, principalmente de artrópodos, es decir, que estas toxinas no son sintetizadas por las propias ranas (Saporito et al. 2004, Smith y Jones 2004). La rana dardo más venenosa es la rana dorada (Phyllobates terribilis), la toxina que poseen es la batraciotoxina, la cual penetra en su cuerpo al ingerir un tipo de escarabajos de la familia Melyridae, que son los que la sintetizan, la rana al ingerir este tipo de coleópteros acumulan la toxina en su cuerpo ya que esta no les hace daño.[cita requerida]
Se ha comprobado que los niveles de toxicidad varían dentro de una misma población según como de llamativo es su patrón de coloración. Tradicionalmente y como parecería lógico se ha considerado que los fenotipos con un patrón más llamativo y visible van junto a mayor toxicidad, como se ha demostrado para Oophaga pumilio, pero en contra de esta lógica por ejemplo en O. granulifera se vio que ocurría justo lo contrario, los fenotipos con patrones más apagados tenían mayores niveles de toxicidad. Aunque no está claro, los mecanismos que están detrás de esto podrían ser la disponibilidad de presas, o la dieta entre distintas zonas.

## Aposematismo

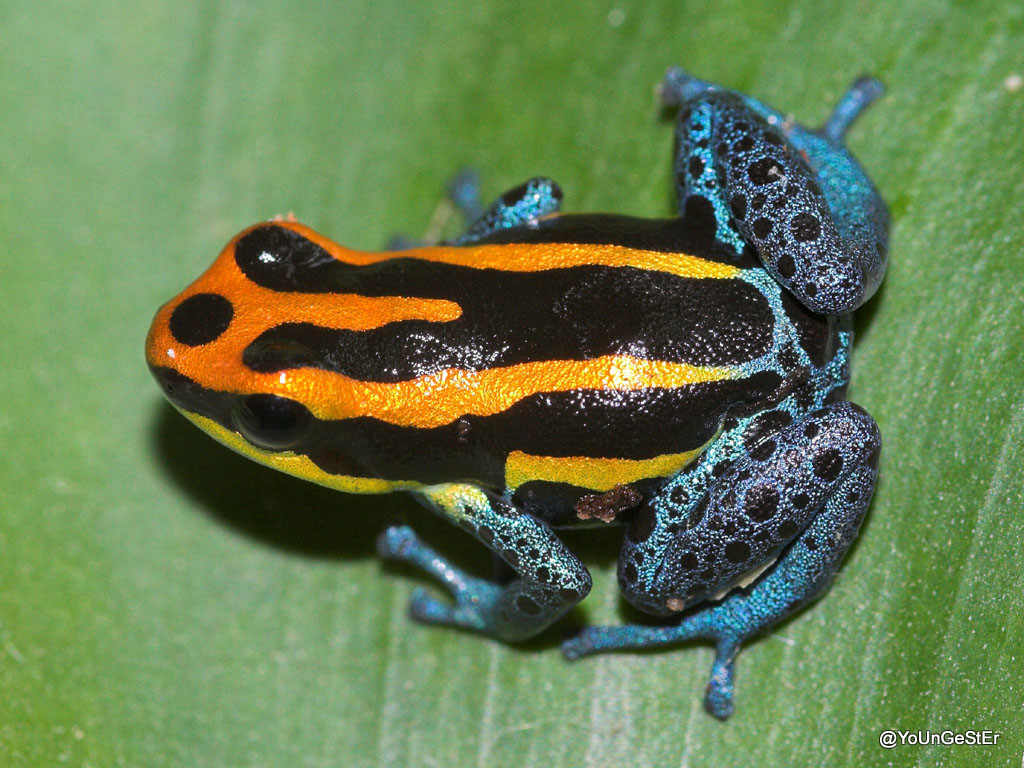
Ranitomeya amazonica, ejemplo de especie aposemática.

Tradicionalmente se ha considerado que el aposematismo en Dendrobatidae tenía un único origen evolutivo, ya que los compuestos bioquímicos tóxicos como rasgo son difíciles de elaborar y poco probables de que se den en la evolución, siguiendo así un criterio de máxima parsimonia. Pero los últimos estudios filogenéticos que incluyen caracteres moleculares parecen demostrar que el aposematismo en Dendrobatidae tiene múltiples orígenes, en un proceso de convergencia evolutiva que se desarrolló de manera independiente.
El número de veces que este proceso se ha dado es objeto de divergencias entre diferentes estudios, entre tres y cinco para algunos, y en estudios más recientes seis para la coloración de advertencia y cuatro para la toxicidad, habiendo menos orígenes para la toxicidad dado que existen clados de mímicos batesianos de especies tóxicas. La especialización en la dieta también se ha desarrollado en varias ocasiones, entre dos y tres, y parece que de manera muy estrecha a la del aposematismo, aunque hay casos de especies aposemáticas que no presentan una dieta especializada aparente. Estos procesos evolutivos son, a excepción de uno de ellos, bastante recientes.
Hay, además, algunos otros rasgos que parecen haber surgido junto al aposematismo y su especialización alimenticia. El primero serían una cabeza y lengua más estrechas para poder alimentarse de especies muy pequeñas como los ácaros. El segundo un aprente metabolismo más rápido, justo lo contrario que otras especies de ranas simpátricas terrestres; aunque se tienen datos de pocas especies. Estos rasgos no son independientes y probablemente se refuercen los unos a los otros, aunque si parece claro que el primero en surgir y comenzar con todo este fenómeno es la toxicidad,. Que rasgos surgen tras la toxicidad no está claro, aunque existen algunas hipótesis al respecto. La primera sería que la coloración aposemática surgiría, aumentaría la capacidad de conseguir recursos del individuo y esto acabaría llevando a tasas metabólicas más altas y a una especialización de la dieta. La segunda sería que la especialización de la dieta iría tras la toxicidad permitiendo que esta aumentara, y facilitando posteriormente la aparición de coloraciones de advertencia. Pero es importante reforzar la idea de que después este conjunto de rasgos han coevolucionado. También es importante señalar que si se dieran condiciones en las que la efectividad del aposematismo se redujera la especialización alimenticia podría revertir a una dieta generalista.
Se tiende a considerar que la coloración aposemática está controlada y direccionada por la selección por depredación ya que son ellos, los predadores, los que se encargan de mantener el fenotipo con la señal más efectiva. Pero en el caso de Oophaga pumilio se ha visto que entra en juego la selección sexual, las hembras eligen a los machos con una coloración más brillante, generando un leve dimorfismo sexual. La coloración aposemática también influye en este caso en el comportamiento territorial entre machos.
La selección por depredación funciona como una fuerza estabilizadora de la evolución, manteniendo la señal de advertencia establecida, pero esto parece ser solo así cuando la frecuencia de la señal es alta, es decir cuando el número de individuos que poseen la señal es alto. Si es baja se abre una puerta a que la señal evolucione o surja una nueva. Además, el patrón no influye en la depredación, sino que tiene que ver más con la coloración. En general las señales de advertencia en este clado parecen estar dirigidas a sus depredadores a corta distancia como son serpientes y arañas, aunque para Oophaga pumilio se vio que las señales de advertencia eran honestas para aves, ligeramente para crustáceos y no existía una correlación entre toxicidad y coloración para serpientes, lo que se explica ya que en este caso son las aves el principal depredador.